# Joachim Lipschitz

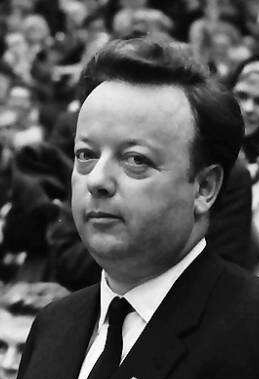
Joachim Lipschitz, fotografiert von Willy Pragher (1961)

Joachim Lipschitz (* 19. März 1918 in Berlin; † 11. Dezember 1961 ebenda) war ein deutscher Politiker (SPD).

## Biografisches
Als Kind einer sozialdemokratischen Arztfamilie aus Charlottenburg hatte Lipschitz sich als Heranwachsender im „Jungbanner“, der Jugendorganisation des Reichsbanners Schwarz-Rot-Gold, sowie im Sozialistischen Schülerbund engagiert. Wegen seines jüdischen Vaters galt er in der Zeit des Nationalsozialismus als „Halbjude“ und musste vielfältige Diskriminierungen erleiden. Er durfte nach seinem Abitur 1936 nicht studieren und absolvierte eine kaufmännische Lehre in einer Berliner Elektrofabrik. Danach arbeitete er als Hilfsschlosser. Im April 1939 wurde er zum Reichsarbeitsdienst einberufen und mit Kriegsbeginn der Wehrmacht überstellt. Als Soldat wurde er 1941 schwer verwundet (Verlust des linken Arms) und 1942 aus der Wehrmacht entlassen. Ob das „aus rassischen Gründen“ geschah oder wegen seiner Kriegsverletzung, ist nicht klar. 1944 tauchte er unter, weil im Rahmen der Aktion Mitte nunmehr auch sogenannte „Mischlinge ersten Grades“ und „jüdisch Versippte“ zur Zwangsarbeit in Lager der Organisation Todt deportiert wurden. Er fand Hilfe und Unterschlupf in der Stühlinger Straße in Berlin-Karlshorst.
Nach dem Ende des Zweiten Weltkriegs heiratete Lipschitz im Mai 1945 die spätere Abgeordnete Eleonore Lipschitz. Er trat im Juni 1945 der SPD bei und war von Ende 1946 bis August 1948 Bezirksstadtrat für Personal und Verwaltung im Bezirk Lichtenberg. „Im August 1948 [wurde er] von der sowjetischen Militärkommandantur aus dem Dienst entfernt und im Anschluss daran in Abwesenheit von einem sowjetischen Militärtribunal zu 25 Jahren Zwangsarbeit verurteilt.“ Um der drohenden Inhaftierung zu entgehen, flohen er und seine Ehefrau – Gegner der Zwangsvereinigung von SPD und KPD – nach West-Berlin. Dort leitete er zunächst die zentrale Meldestelle für aus politischen Gründen entlassene Ost-Berliner. Von 1949 bis 1955 war er Bezirksstadtrat in Neukölln. Seit 1951 Mitglied des Berliner Abgeordnetenhauses, wurde Lipschitz im Januar 1955 vom Regierenden Bürgermeister Otto Suhr zum Innensenator ernannt, eine Stellung, die Lipschitz auch unter Suhrs Nachfolger Willy Brandt behielt. Lipschitz ging „mit äußerster Härte gegen wirkliche oder vermeintliche Kommunisten vor“ und verweigerte dem Aufrüstungsgegner Rudolf Schottlaender wegen politischer Betätigung die Fortzahlung seiner Verfolgtenrente. Gleichzeitig setzte er sich als Vorsitzender des Wiedergutmachungsausschusses des Bundesrats für eine großzügige Verfahrensweise bei der Handhabung des Bundesentschädigungsgesetzes ein.
Nachdem sich 1957 an der Freien Universität Berlin die Deutsch-Israelischen Studiengruppe gründete, trat Lipschitz dem Kuratorium der studentischen Vereinigung bei. Während der folgenden Jahre war Lipschitz einer der zentralen Unterstützer der Berliner Studiengruppe, die sich für die NS-Aufarbeitung, gegen den Antisemitismus und für die Annäherung mit Israel einsetzte.

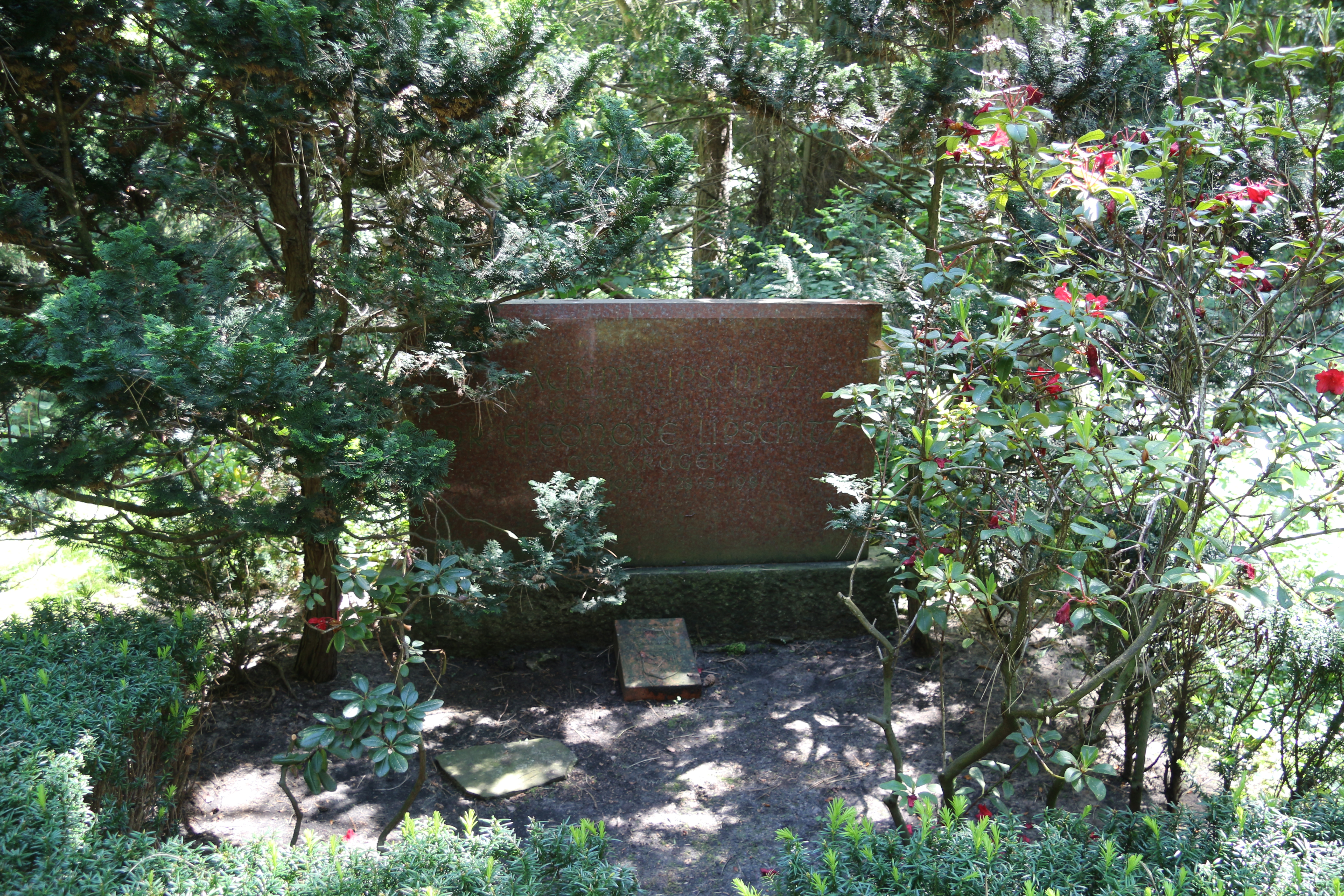
Grab des Ehepaars Lipschitz

In Erinnerung geblieben ist auch seine 1958 ins Leben gerufene Initiative „Unbesungene Helden“, eine Aktion, mit der erstmals nach dem Zweiten Weltkrieg in Deutschland jene Berliner geehrt wurden, die NS-Verfolgten Unterschlupf gewährt hatten. Die Ehrungen wurden nur bis 1966 fortgeführt. Joachim Lipschitz starb 1961 unerwartet an einem Herzinfarkt. Er ist auf dem Kirchhof Sankt Simeon und Sankt Lukas in Berlin-Britz bestattet. Sein Grab ist seit 1965 als Ehrengrab der Stadt Berlin gewidmet.

## Ehrungen

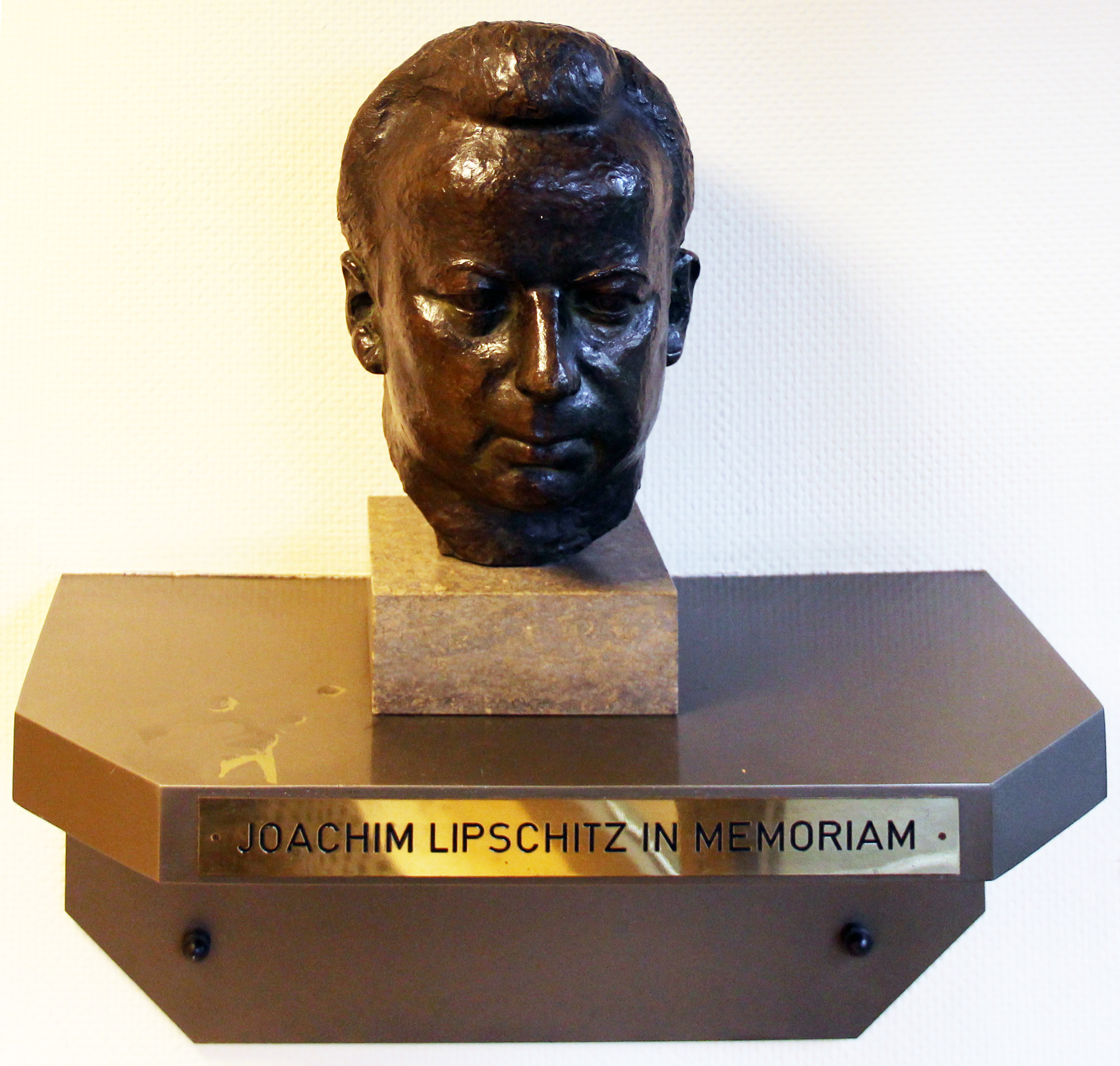
Büste, Auerbacher Straße 7, in Berlin-Grunewald

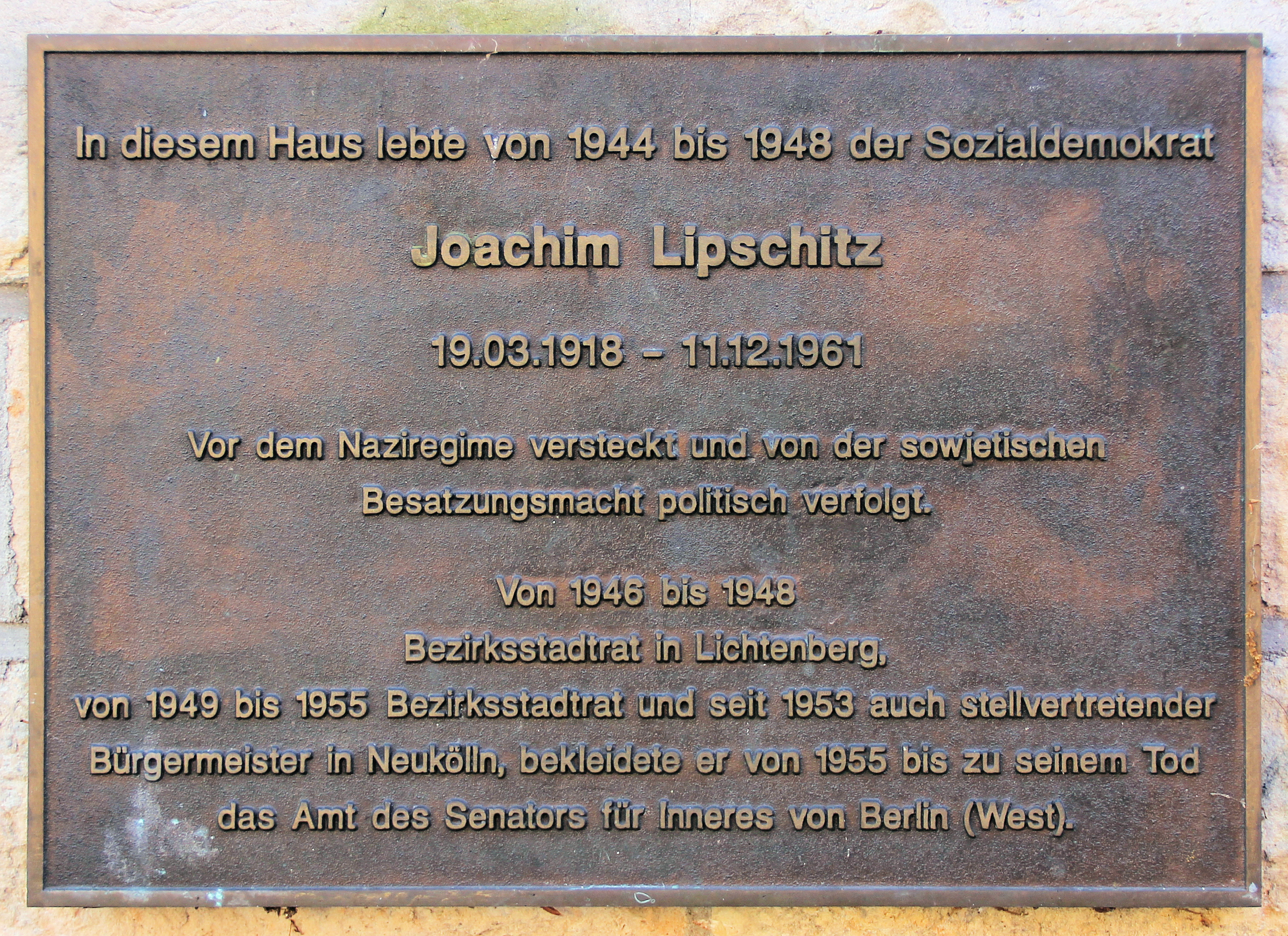
Gedenktafel am Haus Stühlinger Straße 15, in Berlin-Karlshorst

In der zum Berliner Bezirk Neukölln gehörenden Gropiusstadt sind die Lipschitzallee und der Lipschitzplatz sowie der U-Bahnhof Lipschitzallee nach dem Politiker benannt. In Berlin-Spandau trug die dortige Polizeischule seinen Namen, heute heißt sie Polizeiakademie Berlin.